# Willi Wolf (Politiker, 1938)
Anton Wilhelm „Willi“ Wolf (* 27. August 1938 in München; † 9. Juni 2018 bei Rouen) war ein deutscher Verwaltungsbeamter und von 1998 bis 1999 Mitglied des Bayerischen Senats.

## Leben
Wolf begann 1957 nach dem Besuch des Gymnasiums Landshut seine Laufbahn beim Landratsamt München. Er war 1978 bis 1995 Leiter der Kfz-Zulassungs- und Führerscheinstelle und von 1996 bis 2003 Abteilungsleiter „Finanzwesen, Organisation und EDV“ am Landratsamt München. Daneben war er 1971 bis 1998 am Landratsamt stellvertretender Personalratsvorsitzender und Gruppensprecher der Beamten.
Seit Anfang der 1970er Jahre engagierte er sich in verschiedenen beamtengewerkschaftlichen Organisationen. Von 1988 bis 2004 diente er als Vorstandsmitglied der Komba-Gewerkschaft Bayern. Von 1992 bis 2004 war er Vorstandsmitglied des Bayerischen Beamtenbundes und Delegierter im Deutschen Beamtenbund. Nebenbei war er Dozent der Bayerischen Verwaltungsschule und der Verwaltungs- und Wirtschaftsakademie Sachsen.
Als Vertreter des Bayerischen Beamtenbundes gehörte er vom 1. Januar 1998 bis zu dessen Auflösung am 31. Dezember 1999 dem Bayerischen Senat an.
Nach der Pensionierung 2003 war er in zwei Chorgemeinschaften, in einem Hospizverein und weiter für die Komba-Gewerkschaft aktiv. Auch in der BBB-Seniorenkommission und im Bund der Ruhestandsbeamten war er bis zuletzt aktiv.
Er starb während einer Rundreise in Nordfrankreich bei Rouen an einem Herzinfarkt und wurde auf dem Friedhof am Perlacher Forst beigesetzt.

## Auszeichnungen
- 1984: Medaille „München leuchtet“
- 2002: Bundesverdienstkreuz 1. Klasse